# Ład międzynarodowy
Ład międzynarodowy, system międzynarodowy, też porządek międzynarodowy – wynik, wypadkowa stanu stosunków między państwami, a szczególnie między mocarstwami. Jego zasadniczym elementem jest stan równowagi sił, głównie jądrowych. Odejście od stawiania na siłowe, militarne rozwiązania spornych problemów pozwoliło na odprężenie w stosunkach międzynarodowych. Główny akcent został przesunięty na negocjacje, poszukiwanie porozumień, kompromisów i uznanie reguł prawa międzynarodowego zawartych w układach w określonej sytuacji międzynarodowej.
Budowa ładu międzynarodowego jest rozłożonym w czasie wielofazowym procesem: od inicjacji w postaci postulatów i koncepcji, przez budowę struktur organizacyjnych funkcjonujących na ogólnie przyjętych zasadach, aż do jego kresu.
Ład zimnowojenny ukształtował się na dwóch płaszczyznach:
- formalnoprawnej, sformułowanej w przyjętej podczas konferencji w San Francisco (czerwiec 1945 r.) Karcie NZ, która sankcjonowała system bezpieczeństwa zbiorowego. Za jego funkcjonowanie odpowiedzialnością obarczono wielkie mocarstwa (USA, ZSRR, Wielką Brytanię, Francję, Chiny), które dysponując niezbędnymi atrybutami władzy, siły oraz autorytetu miały spełniać rolę gwaranta i strażnika ładu międzynarodowego.
- politycznej, sformułowanej na bazie decyzji powziętych w Jałcie i Poczdamie, które stały się podstawą utworzenia dwóch wielkich, rywalizujących ze sobą bloków polityczno-wojskowych i gospodarczych (Wschodu i Zachodu) na czele z ZSRR i USA, między którymi ukształtował się system względnej równowagi sił, uzupełniony prawnotraktatowymi rozwiązaniami, regulującymi zasady postępowania i zmniejszającymi ryzyko użycia broni, zwłaszcza nuklearnej.[3]

## Polaryzacja systemu międzynarodowego
System międzynarodowy może przyjmować różne formy w zależności od liczby biegunów – mocarstw kreujących stosunki międzynarodowe.

### Jednobiegunowy
System monocentryczny – w stosunkach globalnych dominuje jedno główne mocarstwo (hipermocarstwo) mające co najmniej dwukrotną przewagę jeśli chodzi o potęgę nad pozostałymi mocarstwami: np. Wielka Brytania w l. 1856-1890, lub USA po 1991. Zdaniem niektórych teoretyków system biegunowy nie występuje nigdy w czystej postaci, gdyż dominacji jedynego globalnego mocarstwa – tzw. „kreatora” – towarzyszy regionalna bądź sektorowa (w niektórych dziedzinach) dominacja kilku mocarstw – tzw. „moderatorów” – którymi są obecnie Unia Europejska, Rosja, Chiny, Japonia, Indie.

### Dwubiegunowy
System bipolarny – dominacja i rywalizacja dwóch głównych mocarstw (supermocarstw) wyraźnie dominujących nad pozostałymi, np. Wielka Brytania i Rosja w l. 1815-1856, lub USA i ZSRR w l. 1945–1991. Według niektórych opinii układ ten odrodził się obecnie pod postacią G-2 tworzonej przez dwa supermocarstwa – USA i Chiny.

### Wielobiegunowy
System policentryczny – świat staje się polem oddziaływania trzech lub większej liczby głównych mocarstw. Rozmaite wizje politologiczne:
3 bieguny
- W latach 1941–1945 w II wojnie światowej brały udział trzy główne mocarstwa: USA, Niemcy i ZSRR[6]

- Wielka trójka: USA, ZSRR i Wielka Brytania w 1945. W kolejnych etapach „zimnej wojny” uznawano, że oprócz USA i ZSRR wyłania się trzecie światowe mocarstwo – Chiny[7]

- Parag Khanna(inne języki) twierdzi że świat staje się areną wpływu trzech największych supermocarstw: USA, oraz jego potencjalnych rywali: Chin i Unii Europejskiej określanych jako „G-3”. Ich wzajemna równowaga i ścieranie się wpływów ma zastąpić dotychczasową hegemonię USA[8]. Na drugim poziomie znajdują się mocarstwa o mniejszym znaczeniu: Rosja, Indie i Japonia[9][10].

- geostrategiczny trójkąt: USA – Rosja – Chiny[11][12]

- USA, Chiny i Indie według raportu „Global Governance” w 2025 będą stanowić trójkąt wiodący w polityce globalnej[13]

4 bieguny
- Idea Franklina D. Roosevelta „czterech policjantów” – czyli kwartet głównych mocarstw zwycięzców II wojny światowej które zapewniałyby stabilizację globalną: USA, ZSRR, Wielka Brytania i Chiny

- Nowy ład światowy – źródłem stabilizacji jest konformizm mocarstw. Tworzą go: USA, Chiny, UE (ewentualnie Niemcy) i Rosja[14][15][16][17][18].

- Cztery megaprzestrzenie: oblicza XXI wieku zdeterminuje strategiczny kwartet: Unia Europejska – USA – Chiny – Indie[19]

5 biegunów
Współcześnie pentarchię zdaniem niektórych publicystów miałyby tworzyć: Stany Zjednoczone, Japonia, Chiny, Unia Europejska i Rosja
, lub Stany Zjednoczone, Chiny, Unia Europejska, Rosja i Indie.).
6 biegunów
Pojawiają się także przewidywania co do możliwości zaistnienia koncertu 6 mocarstw – Stany Zjednoczone, Chiny, Unia Europejska, Indie, Japonia, Rosja
Świat bez biegunów
Niall Ferguson przewiduje że alternatywą dla hegemonii USA nie muszą być rosnące w siłę ośrodki: Unia Europejska, Chiny czy świat Islamu. Będzie nią raczej brak biegunów i globalna anarchia (układ „zerobiegunowy”).
Typologia systemów bezpieczeństwa
W przypadku liczby mocarstw większej od trzech system może występować zasadniczo w dwóch typach:
Kolektywno-paternalistyczny – między mocarstwami jest zgoda co do podstawowych celów systemu. Np. Wielka Brytania, Francja, USA, Japonia, Włochy w l. 1919-1931.
Blokowy – jeśli mocarstwa grupują się w przeciwstawne koalicje, np. przed I wojną światową: Ententa: Wielka Brytania, Francja, Rosja i Trójprzymierze: Niemcy, Austro-Węgry i Włochy

### Polaryzacja – układ chronologiczny
Randall L. Schweller, profesor Uniwersytetu Stanu Ohio, twórca „teorii równowagi interesów” wyróżnił dwie kategorie mocarstw: bieguny (ang. poles) i mniejsze mocarstwa (ang. lesser great powers).
| Rok  | Liczba biegunów | Mocarstwa biegunowe                          | Mniejsze mocarstwa                                      |
| ---- | --------------- | -------------------------------------------- | ------------------------------------------------------- |
| 1890 | 5               | Wielka Brytania, USA, Niemcy, Rosja, Francja | Austro-Węgry, Włochy, Japonia                           |
| 1913 | 4               | Wielka Brytania, USA, Niemcy, Rosja,         | Francja, Austro-Węgry, Włochy, Japonia                  |
| 1925 | 1               | USA                                          | Niemcy, Wielka Brytania, ZSRR, Francja, Włochy, Japonia |
| 1934 | 2               | USA, ZSRR                                    | Niemcy, Wielka Brytania, Francja, Włochy, Japonia       |
| 1939 | 4               | USA, ZSRR, Niemcy, Wielka Brytania           | Francja, Włochy, Japonia                                |
| 1941 | 3               | USA, Niemcy, ZSRR                            | Wielka Brytania, Francja, Włochy, Japonia               |
| 1950 | 2               | USA, ZSRR                                    | Wielka Brytania, Francja, RFN, Japonia                  |
| 1980 | 2               | USA, ZSRR                                    | Japonia, RFN, Wielka Brytania, Francja                  |

Periodyzacja ładu międzynarodowego w geopolityce
| Okres                                  | Porządek światowy | Złożoność techniczno-terytorialna                          | Aspekty geoekonomiczne                                                                                                | Dyskurs geopolityczny                                     |
| -------------------------------------- | --- | ---------------------------------------------------------- | --- | --------------------------------------------------------- |
| 1885-1945 Rywalizacja imperialistyczna | Konflikt globalny kilku wielkich mocarstw (Wielka Brytania. USA, Francja, Niemcy, Rosja/ZSRR, Japonia                                                                     | Marynarka wojenna, lotnictwo, elektryczność, radio i radar | Rywalizacja ekonomiczna, rozwój i załamanie kapitalizmu, ignorowanie ekologii                                         | Imperialny, rasowy, cywilizacyjny                         |
| 1945–1990 Zimna wojna                  | Konflikt globalny 2 supermocarstw: USA i ZSRR | Broń nuklearna, rakiety balistyczne, satelity              | Kapitalizm – socjalizm, konwergencja, ignorowanie zanieczyszczenia środowiska                                         | „kapitalizm”/„imperializm” – „socjalizm”/„autorytaryzm”   |
| 1991- okres post-zimnowojenny          | hegemonia USA jako hipermocarstwa wyzwania dla niej: wzrost lub odradzanie się kilku wielkich mocarstw (Chiny, Rosja, Unia Europejska, Japonia, Indie) globalny terroryzm | broń masowego rażenia, internet, inżynieria genetyczna     | neoliberalizm, megakorporacje, wirtualny kapitał, zwrot ku ekologii, kryzys gospodarczy, amerykanizacja, globalizacja | zagrożenia globalne, bezpieczeństwo narodowe, inwigilacja |